# 480年代
480年代（よんひゃくはちじゅうねんだい）は、西暦（ユリウス暦）480年から489年までの10年間を指す十年紀。